# Antihrdina
Antihrdina nebo záporný hrdina je archetyp, literární protagonista nebo klíčová postava, jejíž charakter postrádá tradiční atributy a kvality hrdiny a místo toho má vlastnosti, které jsou protikladem hrdinství (např. nešikovnost, nerozhodnost, zbabělost, nepoctivost, egoismus, krutost, bezcitnost apod.) Pro představu, přiřadíme-li hrdinům bílou barvu a záporným postavám černou, pak antihrdina se pohybuje v odstínech šedi. Navzdory tomu, že antihrdinové nemají pozitivní vlastnosti připisované tradičním hrdinům, liší se od padouchů tím, že jejich cíle jsou v podstatě benevolentní nebo dobře míněné, zatímco cíle padouchů jsou zlovolné nebo sobecké.
Původně dobrých a šlechetných cílů je antihrdina často ochoten dosáhnout i pomocí rozporuplných či přímo "zlých" činů, v duchu hesla Účel světí prostředky. (Účel by však dle Machiavelliho měl být ctnostný, což se často při popisu hesla "Účel světí prostředky" opomíná.)

## Historie
Archetyp antihrdiny se poprvé objevuje již v některých Homérových dílech a v klasickém řeckém divadle, ze kterého proniká dále do římského drama. Termín "antihrdina" byl poprvé použit na začátku 18. století a obsahově do něj lze zařadit i tzv. Byronské hrdiny.
Koncept antihrdiny se začal více rozvíjet v první polovině 19. století, zejména v romantismu.
Ke konci 20. a v průběhu 21. století se prvky antihrdinství objevují v literatuře/filmech/seriálech častěji.

## Příklady antihrdinů
seržant Hank Voight z amerického seriálu Policie Chicago, Hank je Chicagský policista který vede tým policistú který vyšetřuje případy na které ostatní nestačí, většinou má pravdu v tom kdo je pachatel ale k tomu aby to dokázal se nezdráhá použít metody které jsou při nejlepším pochybné(vydírání, zastrašovaní, fyzické násilí)
Tony Soprano z amerického seriálu Rodina Sopránů. Tony je mafián snažící se vybalancovat problémy své mafiánské a skutečné rodiny.
Walter White z amerického seriálu Perníkový táta. Walter je středoškolský učitel chemie snažící se uživit svoji rodinu. Je mu diagnostikována nevyléčitelná rakovina plic. Walter se rozhodne využít své excelentní znalosti chemie a spolu se svým bývalým studentem-feťákem začnou vařit pervitin - Walter tak hodlá finančně zabezpečit rodinu po své smrti. Seriál popisuje proměnu postavy z oddaného živitele rodiny na jednoho z nejhledanějších drogových bossů v USA.
Dexter Morgan z knižní série Jeffa Linsdaye a ze seriálu Dexter, který se inspiruje knihami. Dexter je sociopat a vrah, který "ztratil emoce" poté, co mu ve 3 letech před jeho očima rozřezali zaživa matku motorovou pilou. Dexterův adoptivní otec naučil Dextera směrovat jeho neutišitelnou potřebu zabíjet na ty, "kteří si to zaslouží" (násilníci, vrazi, zločinci). Od té doby vede Dexter dvojí život policisty/vraha.
Gregory House z amerického seriálu Dr. House. House je lékař závislý na léku Vicodin, který bere na zmírnění bolesti své nohy, kvůli bolesti i chodí o holi. Vede oddělení diagnostické medicíny zabývající se zdánlivě neřešitelnými lékařskými případy. Při své práci se nebrání použití neortodoxních či neetických metod (např. týrání pacienta za účelem potvrzení diagnózy).
Rodion Romanovich Raskolnikov z Dostojevského vrcholného románu Zločin a trest. Student Raskolnikov zavraždí lichvářku a její sestru. Poté je oloupí. Přestože si sám sobě zdůvodňuje nutnost činu, zároveň pochybuje o jeho morálnosti a oprávněnosti.
Punisher (postava z komiksu společnosti Marvel) Frank Castle je bývalý profesionální zabiják a voják, který po návratu z války ztratí celou svou rodinu před očima a je ochoten ji pomstít za každou cenu.
Deadpool (postava z komiksu společnosti Marvel) Wade Wilson je kanadský žoldák, který se poté, co mu byla diagnostikována rakovina v terminálním stádiu, dobrovolně účastní experimentální vládní léčby rakoviny v zoufalé snaze být vyléčen, nicméně to nejen vyléčilo jeho rakovinu, ale také mu poskytlo nadlidské regenerační schopnosti, díky nimž je prakticky nezranitelný vůči fyzickému poškození a nyní je téměř nesmrtelný. Wade využívá své nově nabyté schopnosti v boji proti zločinu jako vtipkující žoldák známý jako "Deadpool". 
Spawn (postava z komiksu Image Comics) Al Simmons byl agent CIA a profesionální zabiják, který poté, co byl zrazen a zabit svým vlastním šéfem a partnerem, jde do pekla, kde uzavřel smlouvu se Satanem (známým jako "Malebolgia" v komiksovém vesmíru) v zoufalém pokusu naposledy vidět svou mrtvou ženu. Aniž by si to uvědomoval, byl proměněn v "Hellspawn" (druh démonického stvoření ve službě Satanovi).
Ghost Rider (postava z komiksu společnosti Marvel) Kaskadér Johnny Blaze uzavřel smlouvu s ďáblem, aby zajistil blaho svých blízkých, aniž by to tušil, že taková satanská smlouva navždy změní jeho život. Když si ďábel přišel pro vymáhání dluhu vyplývajícího ze smlouvy, spojil Johnnyho duši s duší Zarathose, démona odhodlaného potrestat zlo, kdykoli vycítil jeho bezprostřední přítomnost, a který je znám jako "Duch pomsty". Přes den Johnny Blaze dělá svou práci kaskadéra, ale v noci se proměňuje v Ghost Ridera, který má za úkol lovit démony a trestat zlé. I když je služebníkem ďábla, použije své nadpřirozené schopnosti, aby ochránil nevinné.
"V" z komiksové série V jako Vendeta a z ní vycházejícího filmu. "V" je tajemný maskovaný revolucionář usilující o svržení fašistické vlády vládnoucí Velké Británii. K dosažení tohoto cíle se však nebrání použít nasílí a zabíjení kohokoliv, kdo by mu stál v cestě. Děj a postavy v komiksu a ve filmu se od sebe velmi liší.
Dalším komiksovým superhrdinou, jehož charakter neodpovídá klasické představě o superhrdinovi, je Batman.
Mnoho populárních seriálů, filmů nebo knih ke konci 20. a v průběhu 21. století vyobrazuje temné stránky lidí/jedinců (typické pro koncept antihrdiny) nebo posouvá dříve typicky "dobré" hrdiny více do temné stránky. Např. Sherlock, Hra o trůny, Zaklínač. Posuv k temnotě v průběhu času je patrný u populárních sérií, např. Harry Potter, Doctor Who (Pán času), série filmů o Jamesi Bondovi.